# タテガミオオカミ
タテガミオオカミ（鬣狼、学名：Chrysocyon brachyurus）は、食肉目イヌ科タテガミオオカミ属に分類される食肉類。本種のみでタテガミオオカミ属を構成する（単型）。

## 分布
アルゼンチン北部、パラグアイ、ブラジル中部および東部、ボリビア東部。絶滅危惧種に指定されている。

## 形態
頭胴長（体長）122.5 - 132センチメートル。尾長27.5 - 45センチメートル。肩高72 - 90センチメートル。体重20 - 23キログラム。南アメリカ大陸に分布するイヌ科の構成種では、最大種。頚部背面の体毛が伸長して、鬣状になる。背面の毛衣は赤褐色。吻や鬣・四肢の毛衣は黒く、耳介内側や喉、尾先端の毛衣は白い。
耳介は大型で、耳長16.8センチメートル。上顎の門歯や第4小臼歯（裂肉歯）は小型で、犬歯は細長い。四肢は長く、丈の長い茂みの中を歩くのに適している。第3指と第4指の指球が、基部で癒合する。
出産直後の幼獣は、体重340 - 430グラム。幼獣は全身が黒く、尾の先端は白い。生後約70日で、淡赤褐色になる。

## 分類
2013年に発表されたミトコンドリアDNAのシトクロムb・COII遺伝子を用いた分子系統推定では、絶滅種フォークランドオオカミを含むDusicyon属は本属と単系統群を形成するという解析結果が得られている。

## 生態
草原や低木林・開けた森林・氾濫原を含む湿地などに生息する。夜行性か、薄明薄暮性。平均27平方キロメートルの恒久的な行動圏内で生活し、ペアで行動圏を共有する。一定の場所に糞や尿をして、縄張りを主張する。単独で生活して繁殖期はペアで生活すると考えられてきたが、グルーミング・遊び・狩りなどもペアで行い、狩りが成功した際には他のペアなどを呼び寄せる群れの行動も見られる。同側の四肢を一緒に動かして、移動する（側対歩）。
天敵としてジャガー、ピューマがいる。

### 食性
食性は雑食で、齧歯類・アルマジロ類・ウサギ類などの哺乳類、鳥類、爬虫類、魚類、昆虫、果実などを食べる。このうち小型哺乳類と果実が、食性を占める割合が大きい。一例としてブラジル中部での105個の糞の内容物調査では、確認できたものでは動物質が53.3 %、植物質が46.7 %で含まれていたという報告例がある。詳細な内訳はウルフアップルの果実が25.7 %、齧歯類が22 %、鳥類が13.8 %、イネ科やカヤツリグサ科といった草本が11.8 %、アルマジロ類とマンゴーなどの果実がそれぞれ9.2 %ずつとなっており、ウルフアップルの果実・齧歯類・鳥類の3つだけで確認できた内容物の61.5 %もの割合を占めていた。ウルフアップルの果実は、本種の内部寄生虫に対して効果があると考えられている。聴覚を使って、獲物を探す。獲物は、跳躍して捕える。
歯と顎がかなり弱くて小型の動物に限定されると考えられてきたが、2頭によるパンパスジカの捕食や家畜を襲うという被害が報告されている。果物では、バナナ、グアバ、サトウキビなどを食べる。食べきれない餌は、土に埋める貯食行動で保存する。

### 繁殖
繁殖形態は胎生。8 - 10月に交尾を行う。妊娠期間は62 - 66日。1回に2 - 5頭の幼獣を産む。授乳期間は15週間。飼育下の観察例では、父親が幼獣に獲物を吐き戻して与えた例がある。幼獣は生後9日で開眼する。生後1年で性成熟するが、交尾を行うのは生後2年以降になってからとされる。飼育下での寿命は12 - 15年。

## 人間との関係
民話では、ニワトリを睨んだだけで殺すことができる動物とされる。体の部位や糞などが薬用に、眼がお守りになると信じられていることもある。
家禽・ヒツジやブタの幼獣を食害する害獣とみなされている。公園でゴミを漁る行動も見られる。サトウキビ畑を荒らすという話もある。
農地開発による生息地の破壊および分断化、交通事故、スポーツハンティングや薬用の狩猟・飼育用の採集、害獣としての駆除、イヌによる直接的被害や感染症の伝搬・競合などにより生息数は減少している。ウルグアイでは1990年の捕獲例から発見例がなく、絶滅したと考えられている。2005年における生息数は、23,600頭以下（ブラジル21,746頭、パラグアイ830頭、アルゼンチン660頭）と推定されている。
1975年のワシントン条約発効時から、ワシントン条約附属書IIに掲載されている。
日本ではクリュソキュオン・ブラキュウルス（タテガミオオカミ）として、特定動物に指定されている。
本種はチーターにも匹敵する脚力の持ち主だと言われるが、短距離を走った後、いちいち立ち止まって安全確認をする習性があり、それを人間に突かれて殺されてきたという。